# Тригонико
Тригонико (грч. Τριγωνικό) је насељено место у општини Сервија у периферији Западна Македонија, Грчка. Према попису из 2021. године било је 239 становника.
Тригонико је 1913. године имао 387 житеља Грка. Село се раније звало Делино.